# Gare de Chaudon-Norante
La gare de Chaudon-Norante est une gare ferroviaire française de la ligne de Nice à Digne, située sur le territoire de la commune de Chaudon-Norante, dans le département des Alpes-de-Haute-Provence en région Provence-Alpes-Côte d'Azur.
Elle est mise en service en 1892 par la Compagnie des chemins de fer du Sud de la France et devient une simple halte en 1983. 
C'est une halte de la Compagnie ferroviaire du Sud de la France (CFSF) desservie par le train des Pignes.

## Situation ferroviaire
Établie à 658 mètres d'altitude, la gare de Chaudron-Norante est située au point kilométrique PK 126,286 de la ligne de Nice à Digne (voie métrique) entre les gares du Poil - Majastres et de Chabrières.

## Histoire
La station de Chaudon-Norante est mise en service le 15 mai 1892 par la Compagnie des chemins de fer du Sud de la France (SF), lorsqu'elle ouvre à l'exploitation la section de Digne à Saint-André-les-Alpes. Elle dispose de trois voies et d'un bâtiment voyageurs de 3e classe avec une halle à marchandises accolée.
Elle devient une halte sans personnel le 1er juin 1863. Cette même année la voie centrale est déposée.
En 1983, son plan de voies est modifié, elle conserve deux voies avec le rétablissement de la voie centrale et la dépose de la voie la plus proche du bâtiment.

## Service des voyageurs

### Accueil
Halte CFSF, c'est un point d'arrêt sans personnel à entrée libre. Elle dispose de deux quais standards avec un abri.

### Desserte
Chaudon-Norante est desservie par des trains CFSF de la relation : Digne-les-Bains - Nice CP, à raison de quatre aller-retour quotidiens.

### Intermodalité
Un parking pour les véhicules (15 places) y est aménagé.

## Patrimoine ferroviaire
En 2013, l'ancien bâtiment d'origine avec sa halle à marchandise accolée est présent bien qu'inutilisé pour le service ferroviaire (voir photographies).

## Galerie de photographies

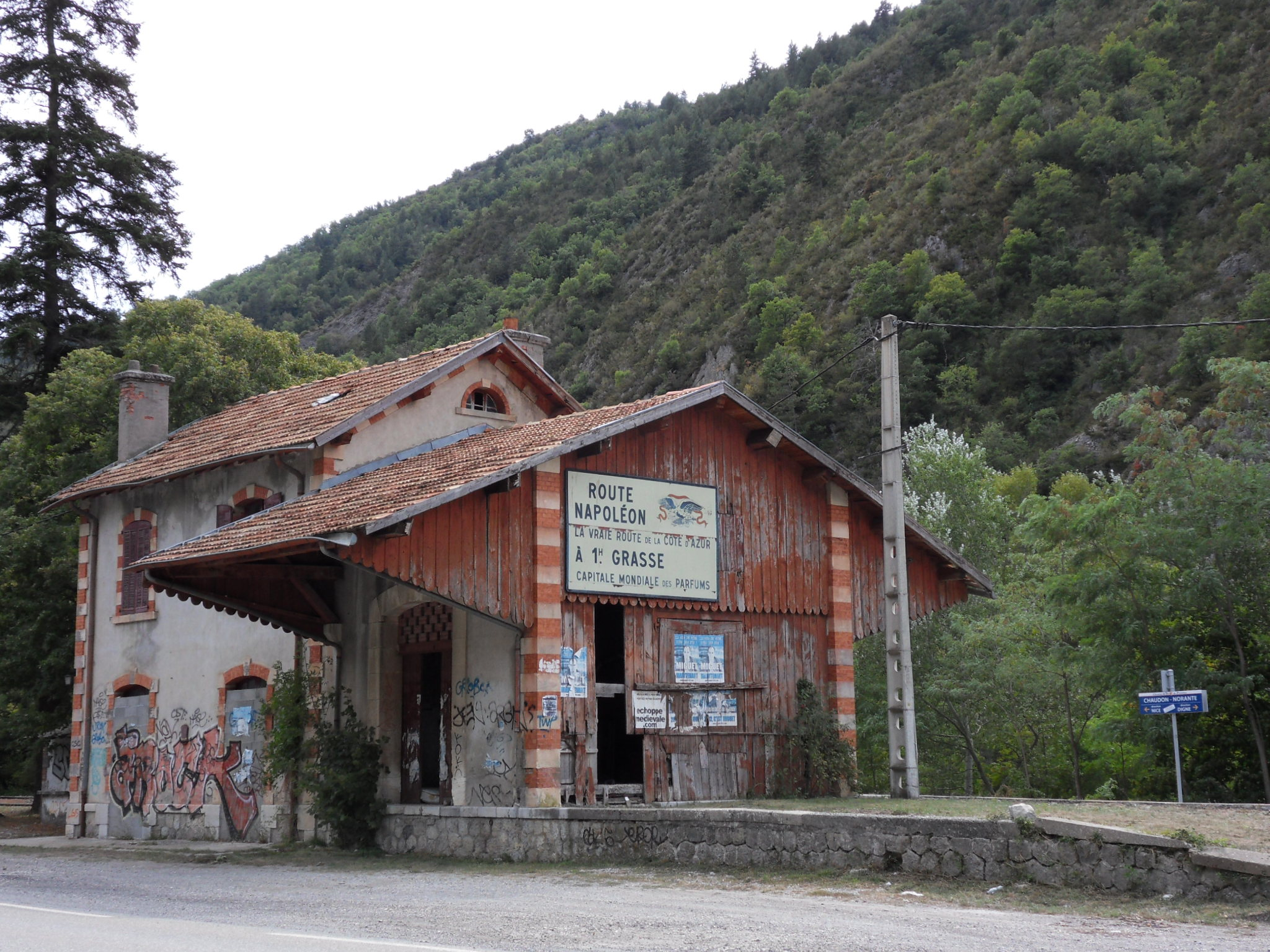
Le bâtiment vu de la route (2013).
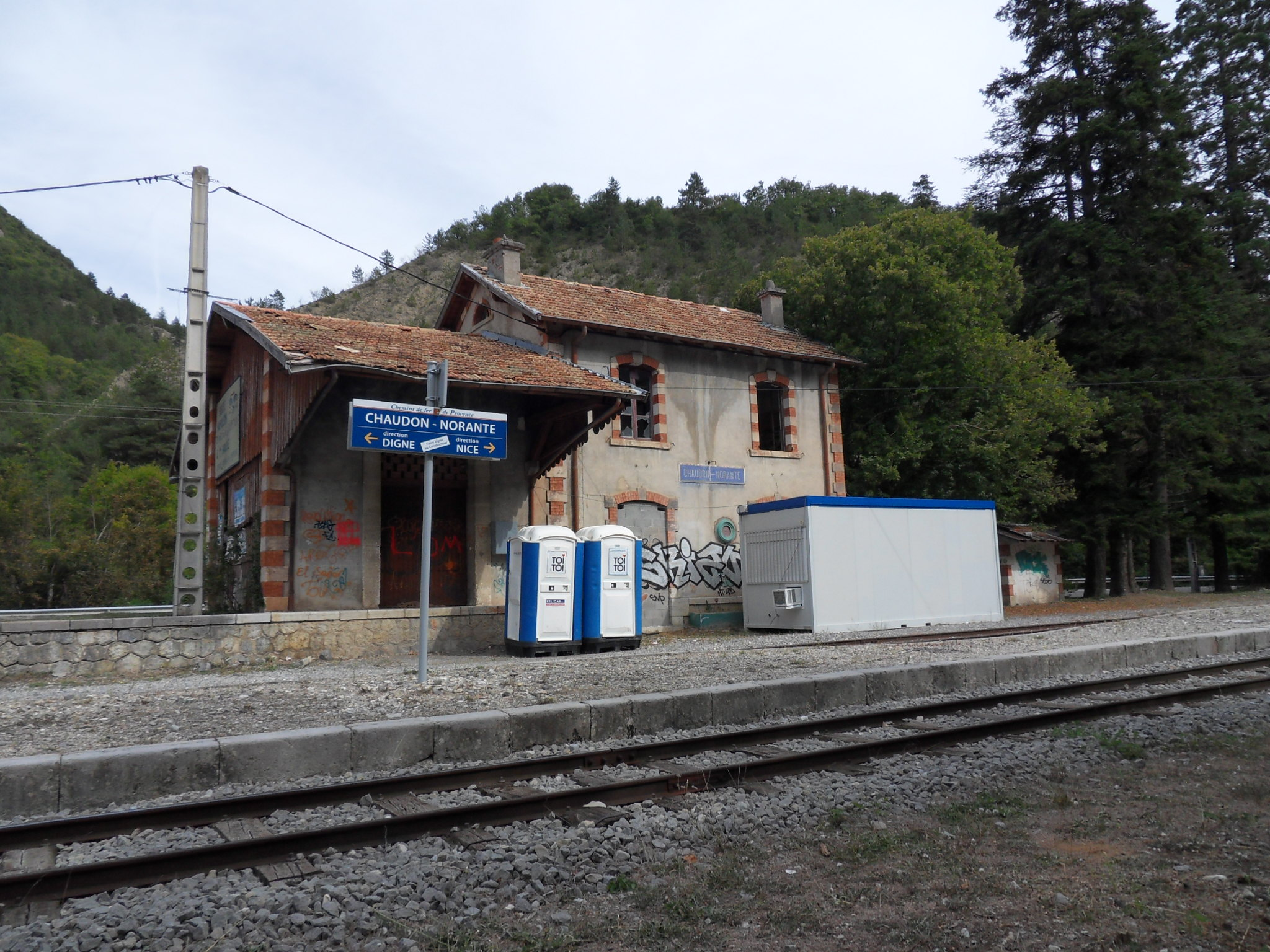
Le bâtiment vu d'un quai (2013).
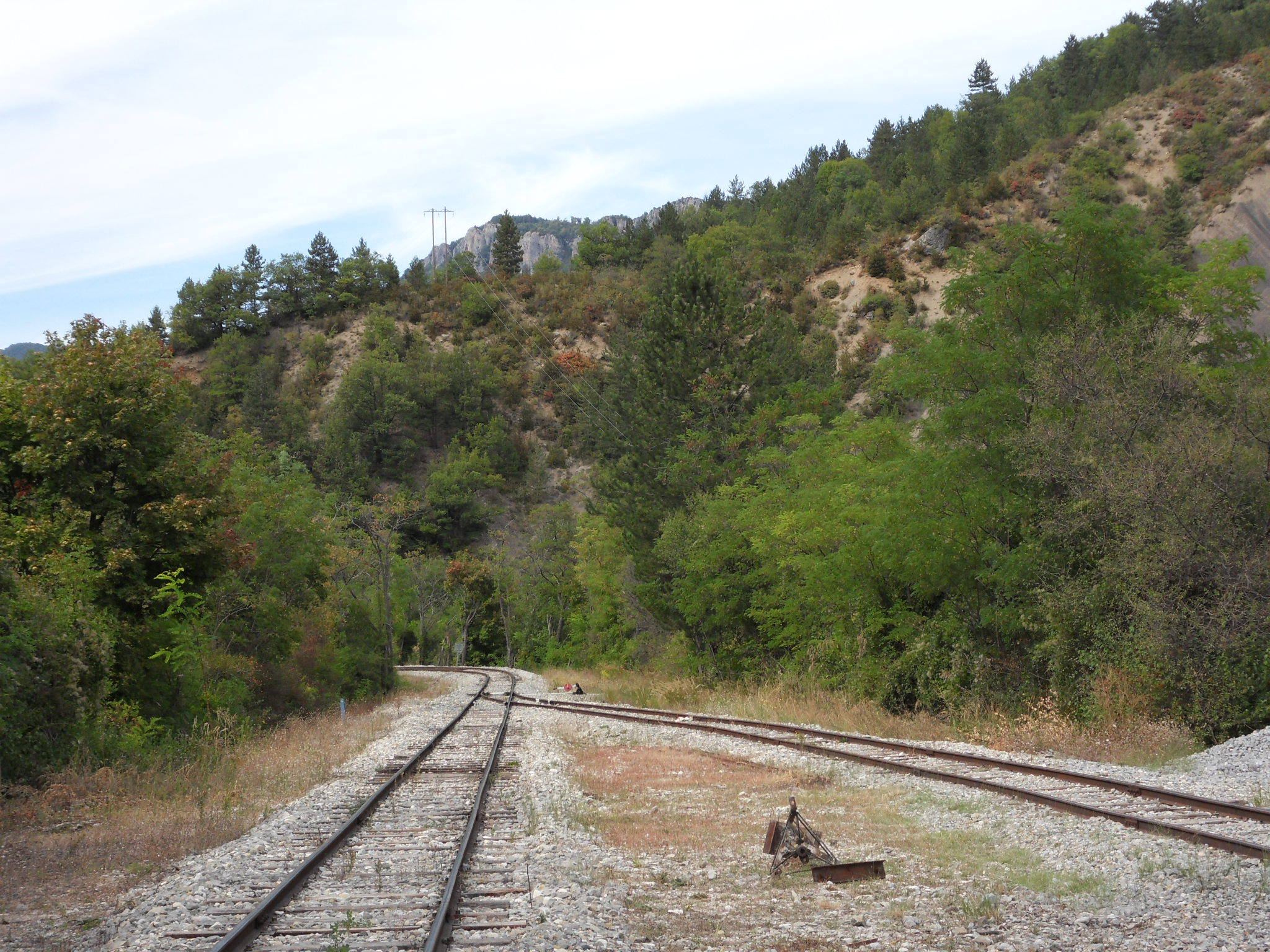
Sortie de la gare vers Digne-les-Bains